# Paso de Ovejas
Paso de Ovejas es una población que se encuentra en el estado de Veracruz, es cabecera de uno de los 212 municipios de la entidad y tiene su ubicación en la zona centro del Estado. Sus coordenadas son 19°17′ latitud norte, 96°26′ longitud oeste, y se encuentra a una altitud de 40 m s. n. m. (metros sobre el nivel del mar).

## Clima
El clima de este municipio es cálido-seco-regular, con una temperatura de 25 °C, las lluvias son abundantes de junio a septiembre con periodo prolongado de sequías.

## Cultura
Paso de Ovejas, en los días del 4 al 16 de mayo, celebra la fiesta del carnaval; en el mes de diciembre, del 1 al 13 se festejan las fiestas religiosas en honor a la Virgen de Guadalupe, patrona del lugar.
Los días 1 y 2 de noviembre se preparan platillos típicos en conmemoración del día de muertos, uno de ellos es el atole de maíz negro o «atole de nalga».[cita requerida]
Origen del nombre Paso de Ovejas
Su nombre se debe a que anteriormente el río Atliyac tenía varios pasos, entre ellos Paso Limón, Paso Tlacuache y Paso de Ovejas, este último era el lugar donde los arrieros del altiplano por no pasar por la Oficina Administradora Española que era la casa de Los Portales, iban por un camino que cruzaba Chernobyl hasta el pequeño templo donde se hospedaban mientras empacaban la lana (dinero) que revisaban y que enviaban después al Puerto de Veracruz, para cargarla a los barcos españoles.[cita requerida]

## Demografía
De acuerdo con los datos del Conteo de Población y Vivienda de 2005 realizado por el Instituto Nacional de Estadística y Geografía (INEGI), la población de Paso de Ovejas es de 29 828, de los cuales 14 720 son hombres y 15 108 son mujeres.
En su época colonial, Paso de Ovejas recibió grandes movimientos de españoles que se establecieron en el municipio. Según el INEGI, la población etnográficamente es así:
Mestizos: 65%
Blancos: 35%
Indígenas o nativos: 8%
Otros: 2%
Dentro del municipio, las religiones son como en todo México, al contrario es que la comunidad evangélica es historia y está presente desde más de 50 años y ha logrado extenderse por el municipio.
- Cristianismo: 98 %
  - Iglesia católica: 70 %
  - Protestantes: 22 %
    - Iglesia Pentecostal Asambleas de Dios: 17 %
    - Otras afiliaciones protestantes: 5 %

  - Otras afiliaciones cristianas: 4 %
- No religiosos: 2 %[5]

## Personalidades
- Agustín Acosta Lagunes (1929-2011), gobernador de Veracruz de 1980 a 1986.
- Manuel Hernández Hernández, «El Compadre Manuel», locutor de las estaciones XEJJ y XEZL de Xalapa, muy popular en la región, de 1955 a 1984.[cita requerida]
- Germán Varela Salazar, primer músico de la localidad y creador de la orquesta y danzonera «La Playa».
- Agrupación Nativo Show fundada en 1974 por Arnulfo «Fito» Martínez, Delfino Vázquez y Miguel Lagunes con grandes éxitos a nivel nacional e internacional.
- Miguel Alemán Valdez (1900-1983), presidente de México de 1946 a 1952; benefactor de Paso de Ovejas.
- Delfino Valenzuela Porras, profesor; luchó contra la invasión norteamericana en 1914.
- Rosa Palmeros de Campo Redondo; luchó contra la invasión norteamericana en 1914.
- Gonzalo Varela (n. 1945), profesor y músico.
- Ramón Velázquez Platas (n. 1970), compositor y autor.
- Celso Contreras Cruz, beisbolista de la Liga Mexicana.
- Aurelio Molina Hernández, Premio Estatal al Mérito Ambiental (2015).